# Montfermy
Montfermy település Franciaországban, Puy-de-Dôme megyében. Lakosainak száma 226 fő (2022. január 1.). Montfermy Bromont-Lamothe, Chapdes-Beaufort, La Goutelle és Saint-Jacques-d’Ambur községekkel határos.

## Népesség
A település népességének változása:
| Lakosok száma | 221  | 227  | 229  | 228  | 227  | 228  | 229  | 228  | 226  |
|               | 2013 | 2015 | 2016 | 2017 | 2018 | 2019 | 2020 | 2021 | 2022 |